# Iveco Bus Urbanway
El Iveco Bus Urbanway es una gama de autobuses y trolebuses de piso bajo fabricados y comercializados por el fabricante italiano Iveco Bus desde 2013.
El Urbanway está disponible en midibus de 10 metros de longitud, en autobús estándar de 12 metros y en articulado de 18 metros. Es disponible con motores diésel, gas natural e híbridos. En 2016, Iveco Bus vendió a la empresa rumana Astra Bus una licencia para fabricar de la Urbanway en versión trolebús 18 metros. se llama "Astra Town 118". El Urbanway reemplaza al Irisbus Citelis.
El Crealis es la versión BRT (autobús de tránsito rápido) del Urbanway.

## Historia

### Iveco Urbanway
En 2013, Irisbus anuncio la sustitución de su gama Citelis para preparar la llegada de la norma anticontaminación Euro VI. En esta ocasión, la empresa matriz de Irisbus, Iveco, anuncio el abandono de la marca Irisbus (salida de la fusión entre Renault VI Bus y la división europea de autobuses de Iveco en 1999) a favor de la marca Iveco Bus.
Algunos de los modelos se fabricarán en la fábrica Iveco de Annonay (Ardèche). Los vehículos ensamblados en Francia recibirán la etiqueta « Origen francesa garantizada ». Otra parte de los autobuses se construirá en la fábrica de Vysoké Mýto en República Checa.
El Urbanway es una evolución del R-312/Agora/Citelis
- 2013 : presentación oficial de la versión Diésel.
- Principios de 2014 : comercialización.
- 2016 : lanzamiento de la versión trolebús.
- 2022 : final de producción de las Urbanway a motor Tector 7 y sustitución del Cursor 8 GNV por el Cursor 9 NP.

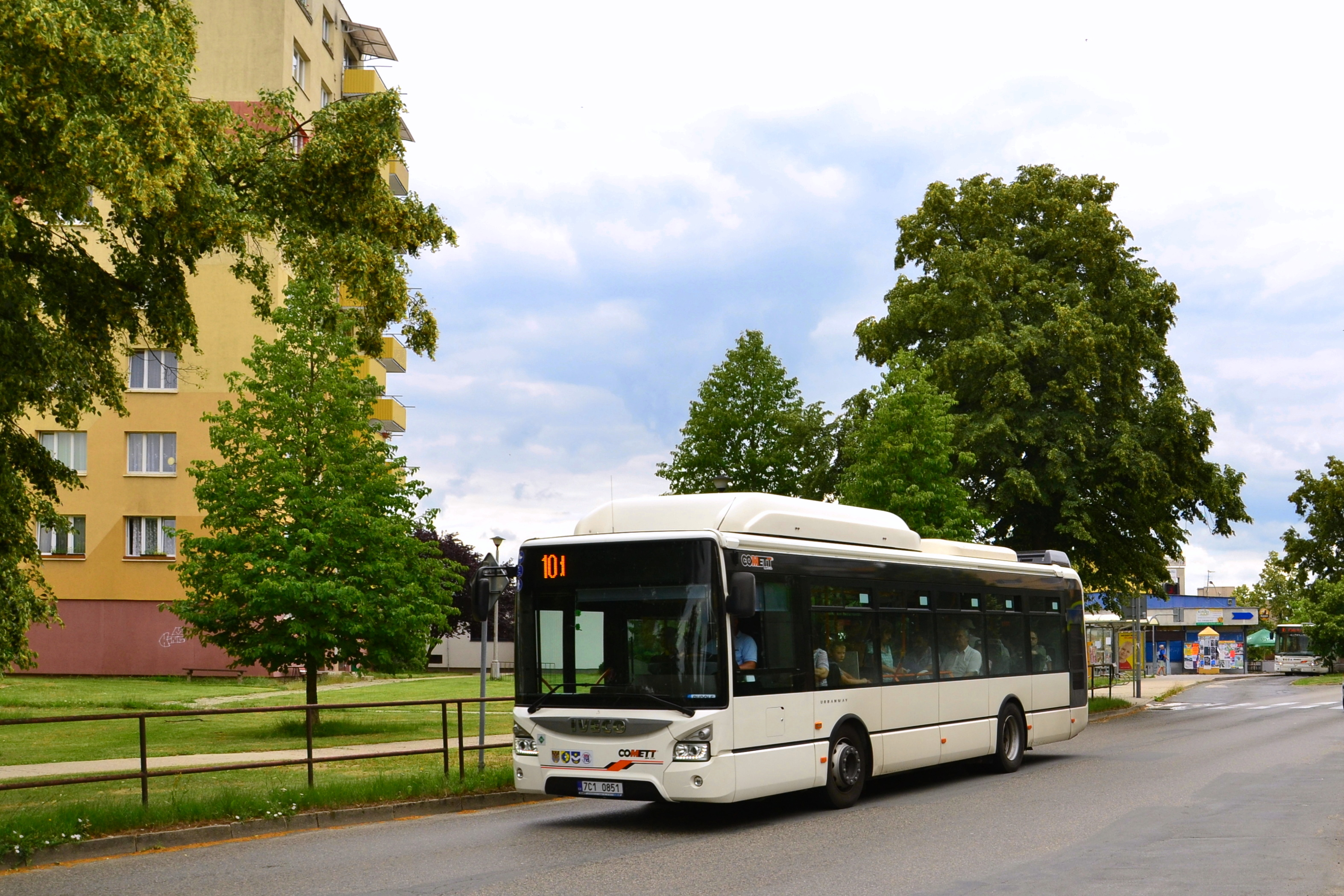
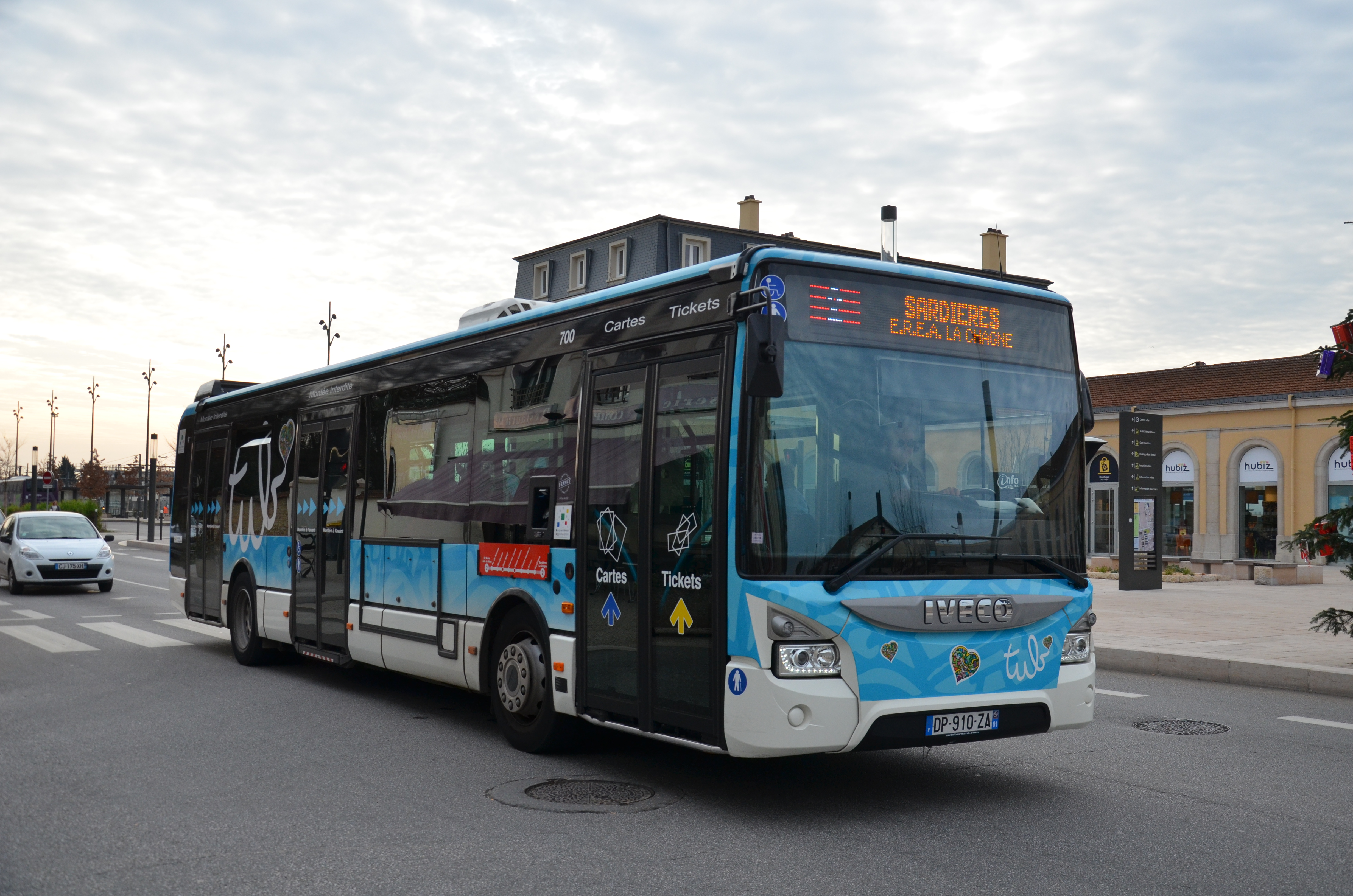
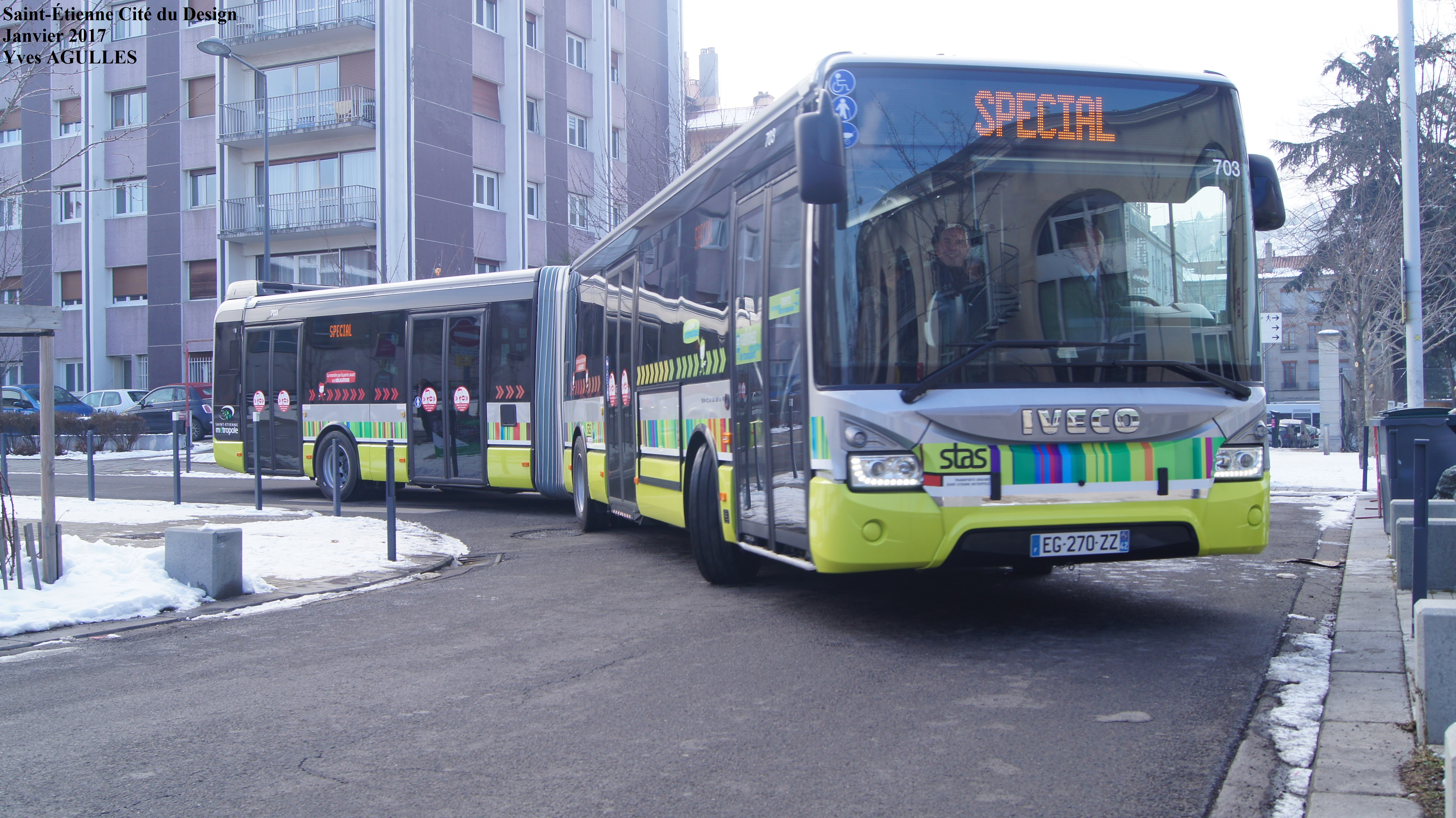

### Iveco Crealis Trolebús
El 9 de noviembre de 2017, el fabricante italiano Iveco Bus lanzó su premier trolebús a baterías.
Esta solución ha sido desarrollada y utilizada en algunos modelos por los fabricantes italianos AnsaldoBreda y Bredabus entre 1980 a 2000. 

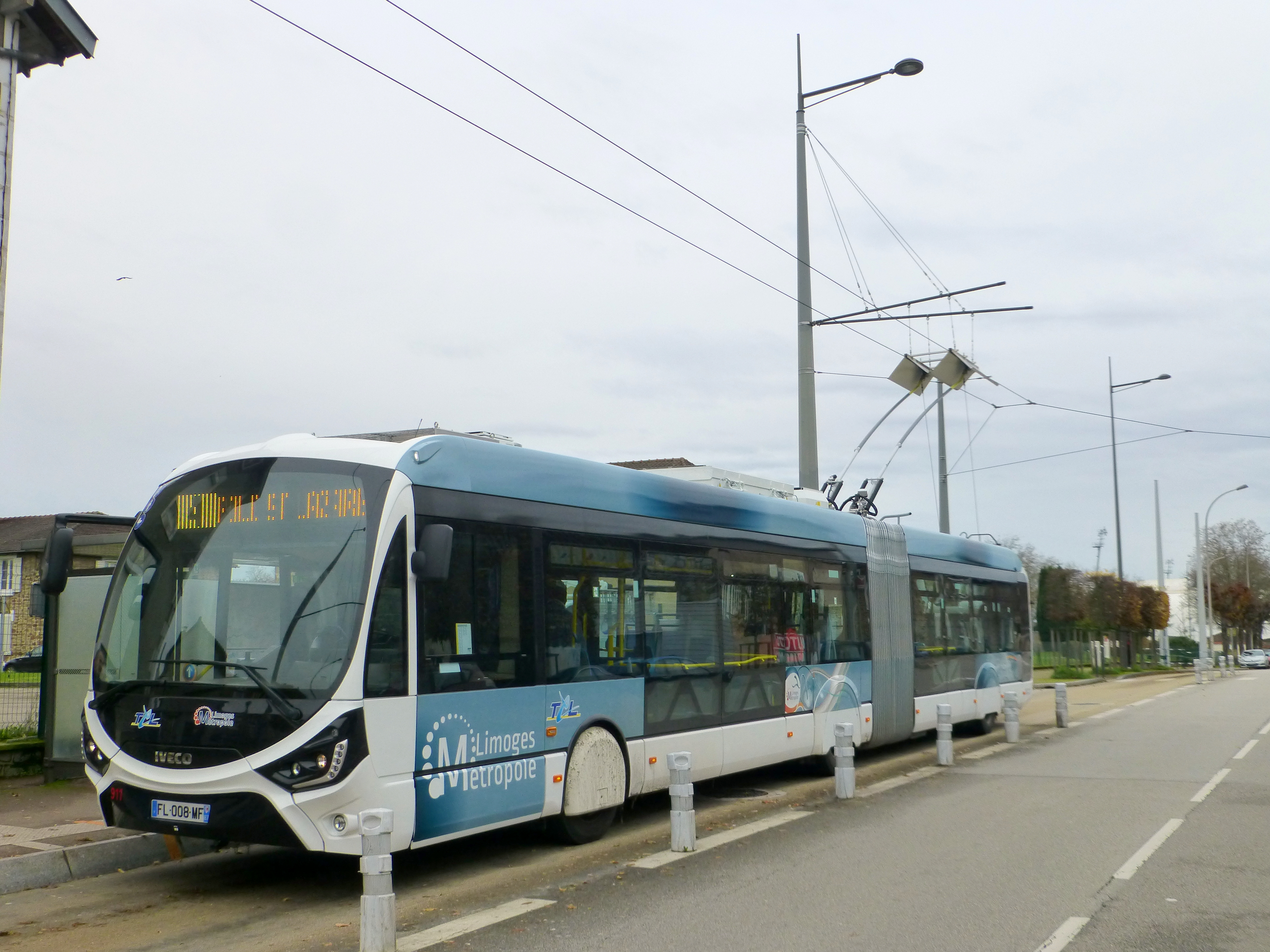
Un trolebús Crealis de la red de Limoges.

En asociación con el fabricante checo de equipos eléctricos Škoda Electric, Iveco Bus está desarrollando su estrategia de expansión con el objetivo de renovar la flota mundial de trolebuses estimada en 15 000 unidades.
Iveco Bus lanza, con Škoda Electric, un trolebús cuya operación de emergencia autónoma ya no es asegurada por un motor de combustión sino por baterías que, liberandose de recargarse a voluntad gracias a la tecnología « In-Motion Charge », es una solución moderna para la renovación de las flotas europeas de trolebuses. 
Familiarizando con la tecnología de trolebuses, con 800 ejemplares vendidos en Europa en 2017, incluidos los recientes 49 Crealis en la autoridad de transporte de Bolonia, Iveco Bus está fortaleciendo su control sobre esta tecnología al asociarse con el líder europeo en tracción eléctrica, Škoda Electric, del cual 15.000 vehículos circulan por el continente. Combinando la estructura de las Urbanway y los "autobuses a alto nivel de servicio" Crealis de 12 y 18 metros equipados de baterías recargadas con energía cableada convencional, Iveco Bus y Škoda Electric brindan una solución más ecológica y menos costosa que los autobuses 100 % eléctricos cuya autonomía no puede asegurar la totalidad de una jornada de servicio sin recargar.

## Modelos

### Generaciones
- Urbanway Diesel - El Urbanway es producido actualmente con 1 sola generación de motores diésel conforme a la norma Euro 6. Esta versión está fabricada desde 2013.

- Urbanway híbrido - Iveco Bus entregó los primeros 15 autobuses Urbanway híbridos de los 141 pedidos, a STIB-MIVB (Brussels Intercommunal Transporte Company), el 30 de mayo de 2019. Es la empresa belga la que inauguró esta nueva generación de autobuses. 75 buses se entregan a plazos hasta noviembre de 2019 y los 51 restantes en el primer semestre de 2020[2]

- Urbanway GNC - Los motores Iveco Tector y Cursor utilizados en la gama de autobuses de gas natural Urbanway también pueden funcionar con biometano.

### Crealis

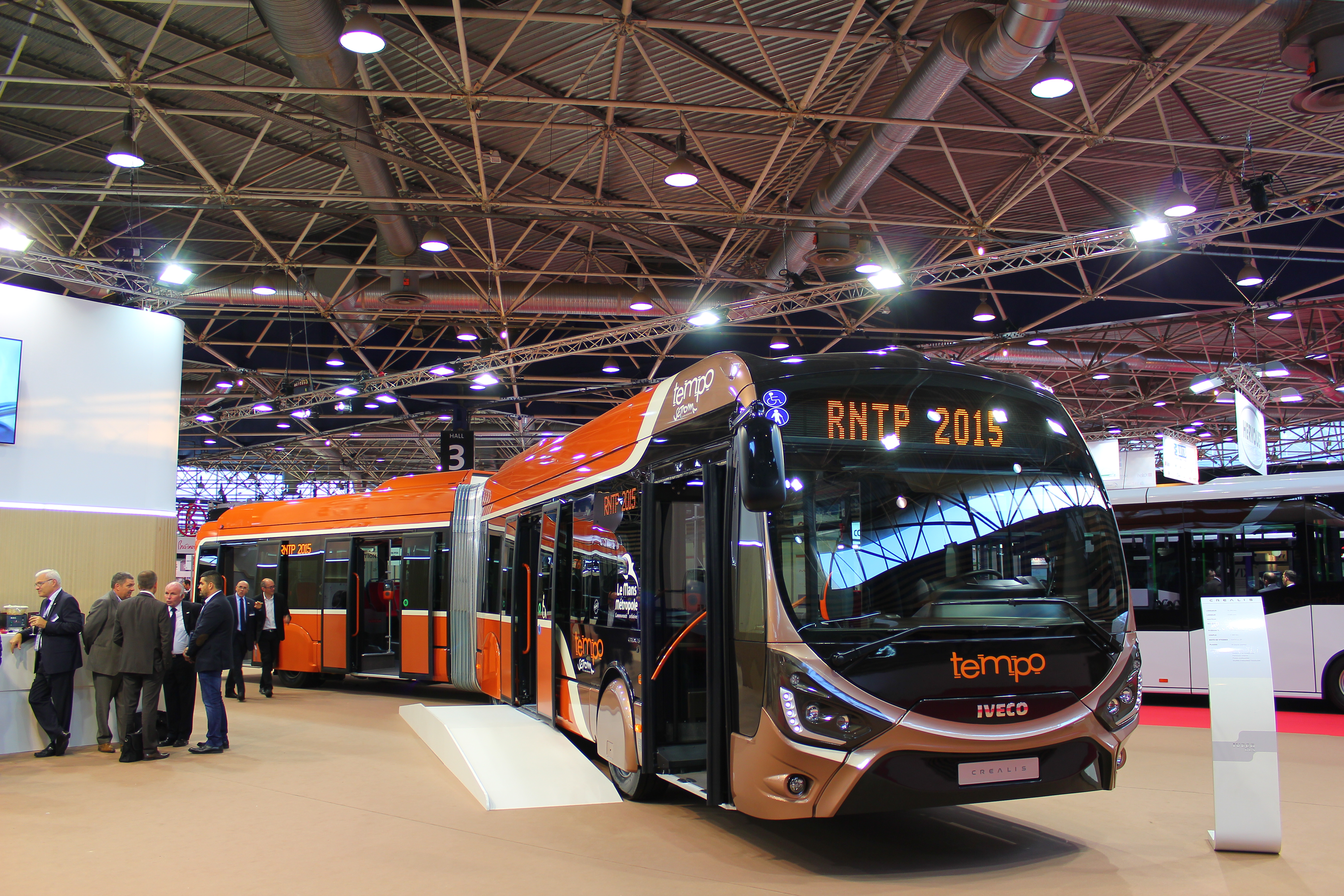
Un Crealis 18 al Encuentro Nacional de los Transportes Públicos (RNTP)

Con la entrada en vigor de la norma EuroVI, Irisbus, rebautizado Iveco Bus detuvo la producción del Irisbus Citelis y lo reemplaza por la nueva plataforma Urbanway. A continuación, se presenta una nueva generación de Crealis. A diferencia de su antecesor, el nuevo Crealis solo está disponible con una sola cara frontal, inspirada de la antigua versión « Neo ».

### E-WAY
En la feria Busworld celebrada en octubre de 2019, Iveco Bus presentó la versión 100% eléctrica de la Urbanway, el E-WAY. 
Este autobús ofrece una autonomía excepcional de 527 km con una sola carga. La versión de 12 metros equipada con baterías de 350 kWh se utilizó durante un día de prueba de 12 horas a una velocidad media de 46,6 km/h
El E-WAY es disponible en 4 longitudes de 9,5 - 10,7 - 12,0 y 18,0 metros. La filial francesa IVECO-Heuliez es la encargada de fabricar estos modelos. Los E-Way se pueden recargar por la noche o por pantógrafo. Cada ejemplar puede equiparse con un número de baterías adaptadas a su uso, sin modificar la capacidad del vehículo en número en cuanto al número de pasajeros transportados.
Si este resultado, bastante excepcional, ha sido obtenido en estas condiciones de prueba, las modelos ya en servicio, sobre todo en Alemania a Hafenlohr, tienen una autonomía de 416 km. Un IVECO E-WAY de 12 metros ha sido puestos en servicio a Savone sobre la línea del borde de mar para desservir las localidades balnéaires vecinas durante el verano 2020.
El 14 de diciembre de 2020, la compañía de transportes públicos TPER (Trasporto Passeggeri Emilia Romagnade) la ciudad de Bolonia ha recibido el premier de los 3 ejemplares de los midibus IVECO E-WAY 9,5 m de una capacidad de 69 pasajeros cuyos 16 senté más 1 PMR. Esta versión dispone de un motor de 160 kW y de baterías elevadas energía a rechargement nocturna (6 horas) de 245 kW, ubicadas sobre el tejado y la puerta técnica posterior.

### Las diferentes versiones y motorizaciones
- Motorización diésel :

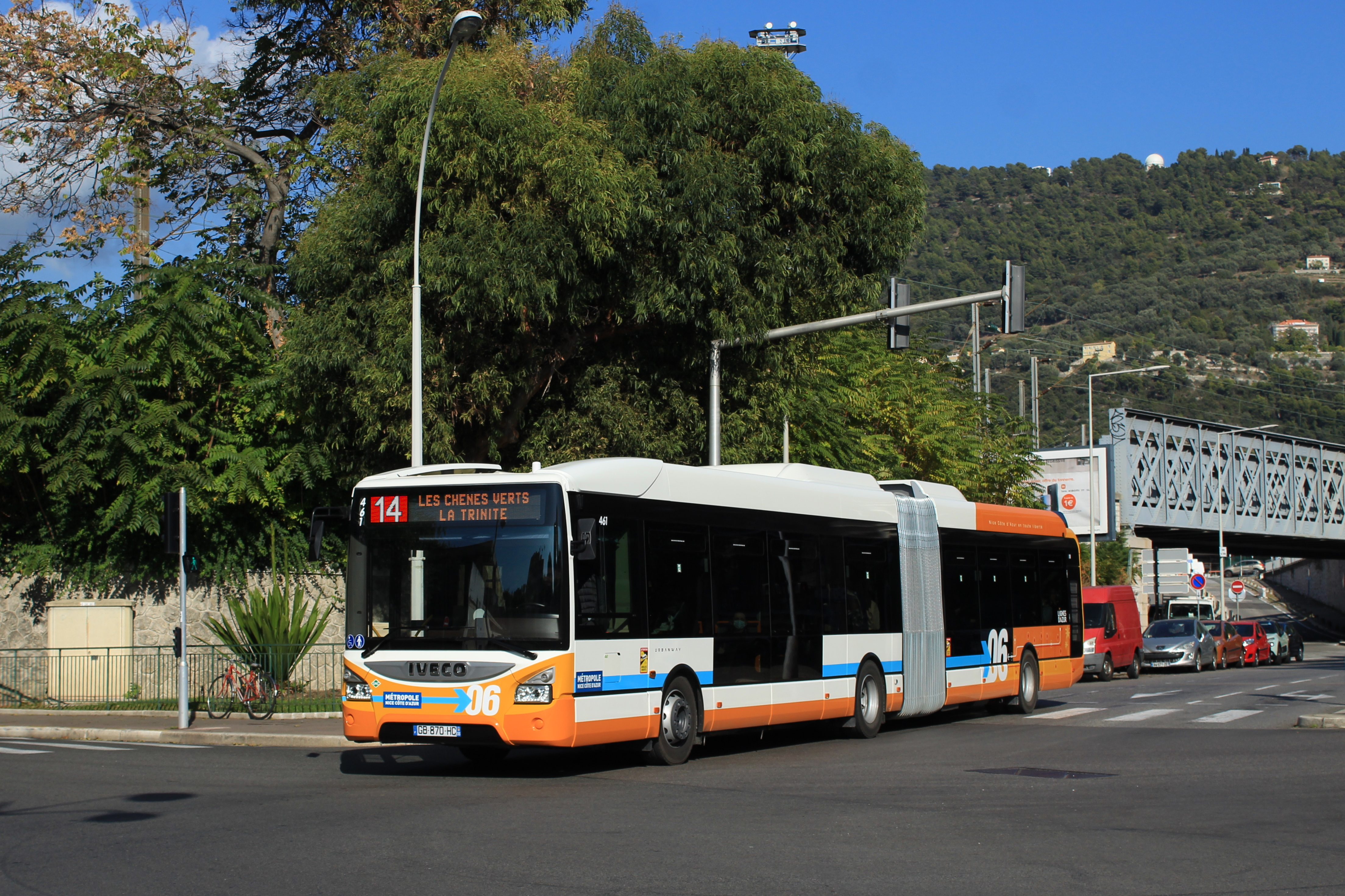
Un Urbanway 18 GNC.

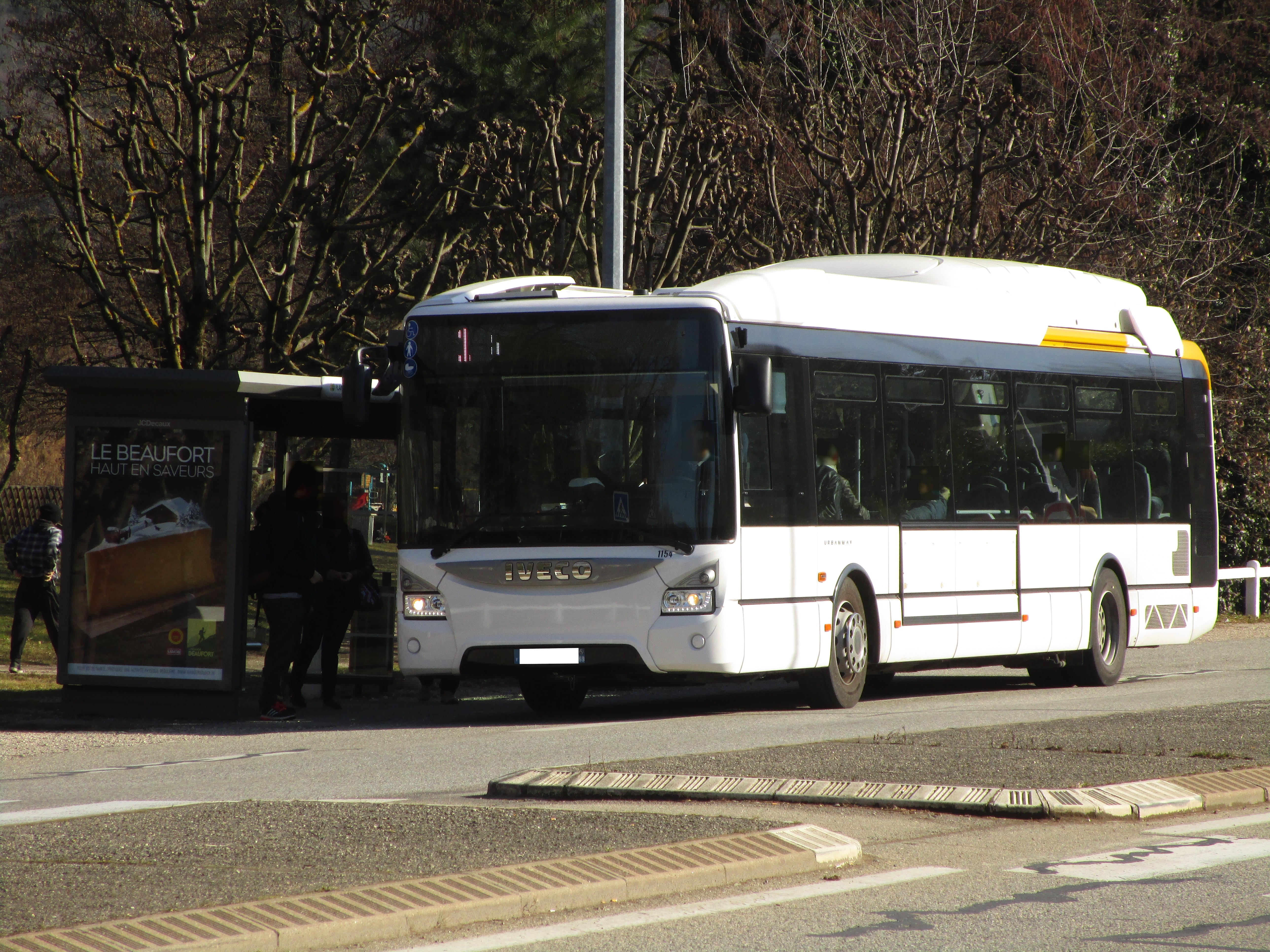
Un Urbanway 12 híbrido.

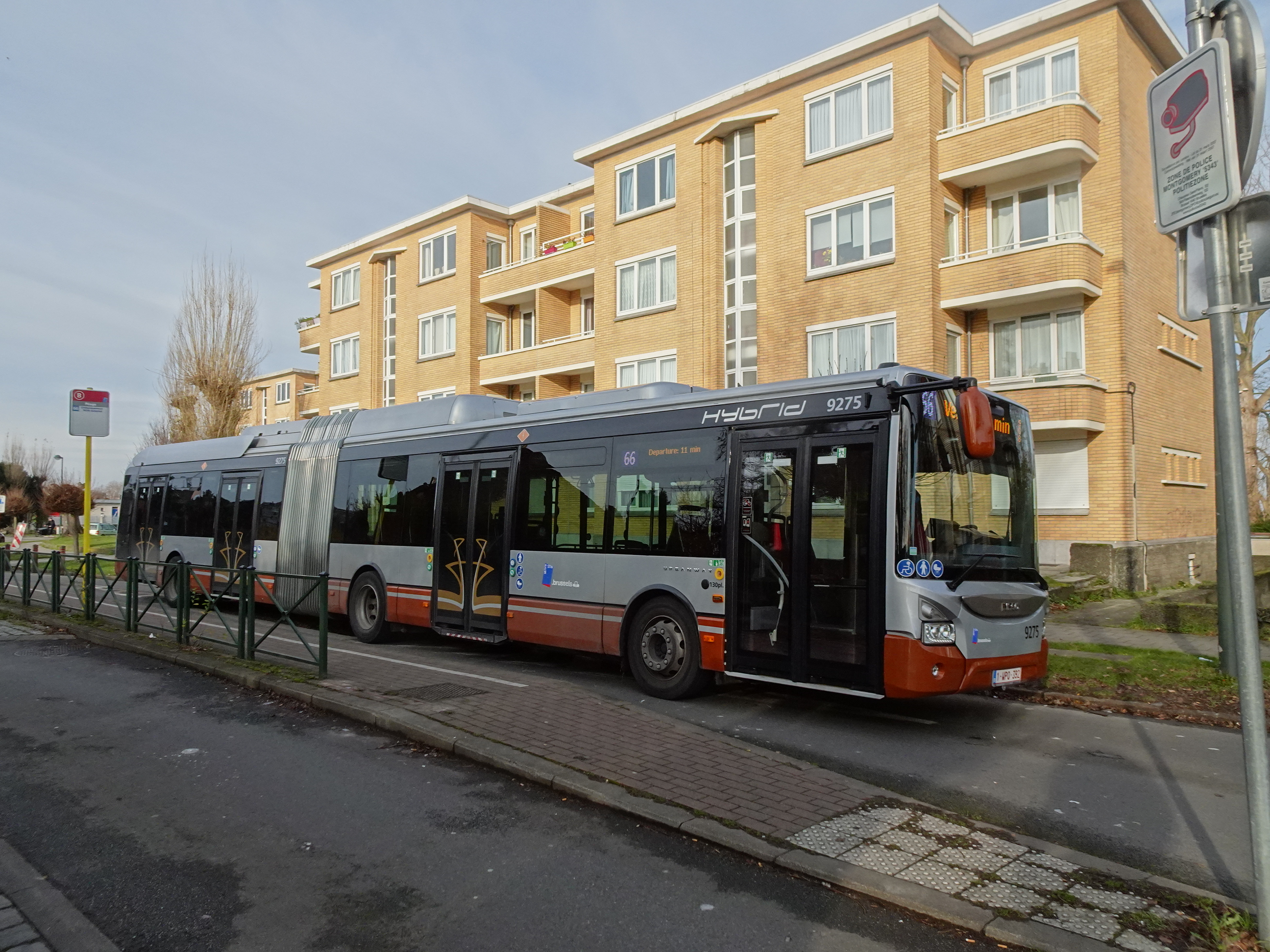
Urbanway 18 híbrido.

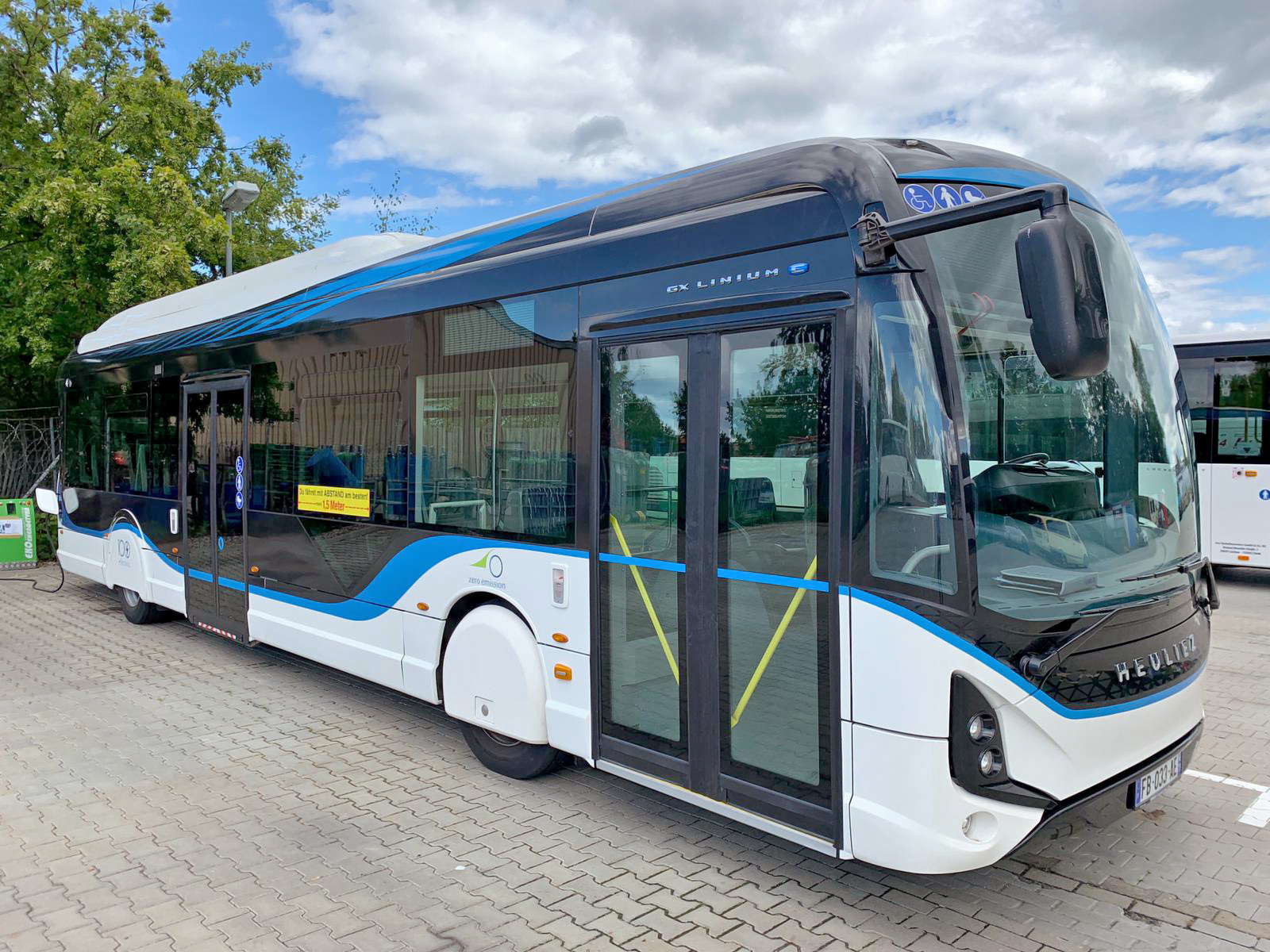
IVECO e-Way - Heuliez GX 337.º (eléctrco)

  - Urbanway 10 : midibus 2 o 3 puertas,[4]
  - Urbanway 12, y Crealis 12 : autobús estándar 2 o 3 puertas,[5][6]
  - Urbanway 18 y Crealis 18 : autobús articulado 3 o 4 puertas.[7]

- Motorización GNC (gas) :
  - Urbanway 10 GNV: midibus 2 o 3 puertas,[8]
  - Urbanway 12 GNV y Crealis 12 GNV : autobús estándar 2 o 3 puertas,[9]
  - Urbanway 18 GNV y Crealis 18 GNV : autobús articulado 3 o 4 puertas.[10]

- Motorización híbrida : 
  - Urbanway 12 Híbrido : autobús estándar 2 o 3 puertas ;[11]
  - Urbanway 18 Híbrido y Crealis 18 Híbrido : autobús articulado 3 o 4 puertas.[12]

- Trolebús:
  - Crealis 12 : trolebús estándar 2 o 3 puertas,
  - Crealis 18 : trolebús articulado 3 o 4 puertas,[13]
  - Astra Town 118 : trolebúsarticulado sobre la base de la Urbanway 18,
  - Skoda 35Tr : trolebús articulado sobre la base de las Urbanway 18 y Crealis 18.

- Motorización eléctrica :
  - E-Way 9.5 : midibus 2 puertas 69 pasajeros - 16 escaños + 1 PMR,[14]
  - E-Way 10.7 : midibus 2 puertas,
  - E-Way 12 : autobús estándar 2 o 3 puertas,[15]
  - E-Way 18 : autobús articulado 3 o 4 puertas.

## Características técnicas

### Dimensiones
| Modelos                         | Urbanway 10                                      | Urbanway 12                                      | Urbanway 18                                      | Crealis 12                                       | Crealis 18                                        |
| ------------------------------- | ------------------------------------------------ | ------------------------------------------------ | ------------------------------------------------ | ------------------------------------------------ | ------------------------------------------------- |
| Longitud (mm)                   | 10 470                                           | 12 000                                           | 17 910                                           | 12 485                                           | 18 395                                            |
| Anchura (mm)(sin retrovisores)  | 2500                                             | 2500                                             | 2500                                             | 2500                                             | 2500                                              |
| Altura (mm)(con climatización)  | - diesel : 3 066 - GNC : 3 301 - Híbrido : 3 393 | - diesel : 3 066 - GNC : 3 301 - Híbrido : 3 393 | - diesel : 3 066 - GNC : 3 301 - Híbrido : 3 393 | - diesel : 3 103 - GNC: 3 301 - Híbrido : 3 393  | - diesel : 3 103 - GNC: 3 301 - Híbrido : 3 393   |
| Distancia entre ejes (mm)       | 4590                                             | 6120                                             | 5355                                             | 6120                                             | 5355                                              |
| Voladizo delantero/trasero (mm) | 2710                                             | 2710                                             | 2710                                             | 3195                                             | 3195                                              |
| Diámetro de giro (m)            | a las ruedas : 14,450 entre muros : 17,910       | a las ruedas : 18,000 entre muros : 21,570       | a las ruedas : 20,494 entre muros : 23,500       | a las ruedas : 18,000 entre muros : 22,174       | a las ruedas : 20,308 entre muros : 23,768        |
| Masa a vacío (t)                | 11,5                                             | 11,5                                             | 16,7                                             |                                                  |                                                   |
| Masa máxima (t)                 | 19 t                                             | 19 t                                             | 30                                               | 19                                               | 30 maxi                                           |
| Capacidad sentado y de pie      | 70 a 81                                          | 96 a 102                                         | 106 a 130                                        |                                                  | 130 maxi                                          |
| Número de puertas               | 2 puertas                                        | 2 o 3 puertas                                    | 3 o 4 puertas                                    | 3 puertas                                        | 4 puertas                                         |
| Altura del piso (mm)            | 320                                              | 320                                              | 320                                              | 320                                              | 320                                               |
| Combustible Diésel y GNC        | 300 l 4 botella de 320 l (1280 l) GNC 3 o GNC 4  | 300 l 4 botellas de 320 l (1280 l) GNC 3 o GNC 4 | 340 l 4 botellas de 320 l (1280 l) GNC 3 o GNC 4 | 300 l 4 botellas de 320 l (1280 l) GNC 3 o GNC 4 | 340 l 10 botellas de 155 l (1550 l) GNC 3 o GNC 4 |

### Motorización térmica

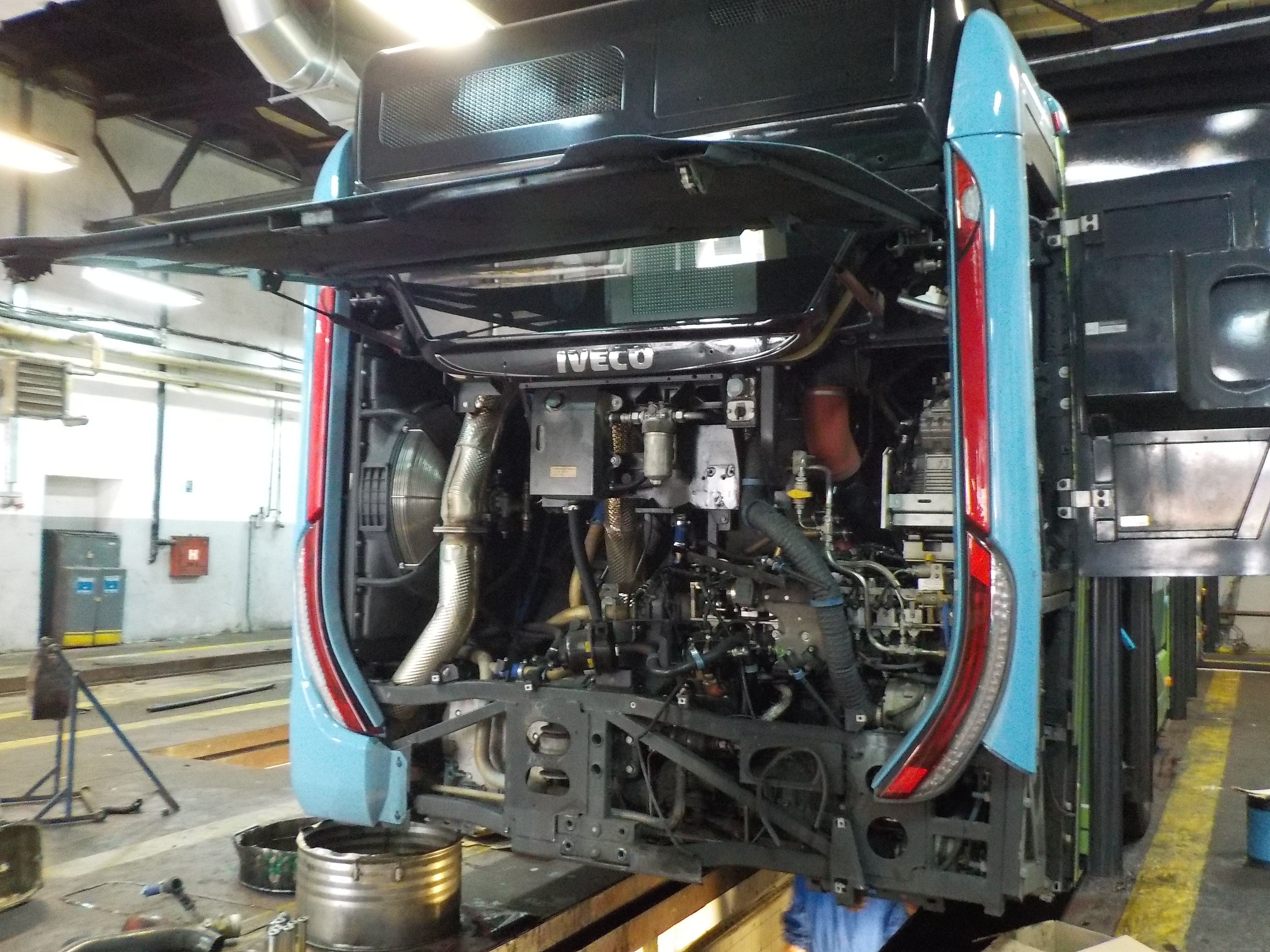
Motorización GNC de un Urbanway.

El Urbanway ha sido diseñado con dos nuevos motores Tector 7 y Cursor 9, y está equipado con una tecnología desarrollada por Fiat Powertrain Technologies denominada “HI-eSCR”.
| Vehículos              | Urbanway 10 y 12                                                  | Urbanway 12 Crealis 12                                            | Urbanway 12 y 18 Crealis 12 y 18                                  | Urbanway 18 Crealis 18                                            | Urbanway 10 y 12m Crealis 12                                                               | Urbanway 18 Crealis 18                                                                     |
| ---------------------- | ----------------------------------------------------------------- | ----------------------------------------------------------------- | ----------------------------------------------------------------- | ----------------------------------------------------------------- | ------------------------------------------------------------------------------------------ | ------------------------------------------------------------------------------------------ |
| Combustible            | Diesel                                                            | Diesel                                                            | Diesel                                                            | Diesel                                                            | GNC                                                                                        | GNC                                                                                        |
| Motor                  | Iveco Tector 7                                                    | Iveco Cursor 9                                                    | Iveco Cursor 9                                                    | Iveco Cursor 9                                                    | Iveco Cursor 8/ 9                                                                          | Iveco Cursor 8/ 9                                                                          |
| Período                | 2013 - ...                                                        | 2013 - ...                                                        | 2013 - ...                                                        | 2013 - ...                                                        | 2013 - ...                                                                                 | 2013 - ...                                                                                 |
| Tipo                   | 6 cilindros en línea longitudinal                                 | 6 cilindros en línea transversal                                  | 6 cilindros en línea transversal                                  | 6 cilindros en línea transversal                                  | 6 cilindros en línea transversal                                                           | 6 cilindros en línea transversal                                                           |
| Norma de contaminación | Euro 6                                                            | Euro 6                                                            | Euro 6                                                            | Euro 6                                                            | Euro 6                                                                                     | Euro 6                                                                                     |
| Cilindrada             | 6728 cm3 (6,7 L)                                                  | 8709 cm3 (8,7 L)                                                  | 8709 cm3 (8,7 L)                                                  | 8709 cm3 (8,7 L)                                                  | 7790 cm3 (7,8 L)                                                                           | 7790 cm3 (7,8 L)                                                                           |
| Potencia máxima        | 210 kW (286 CV) a 2500 r/min                                      | 228 kW (310 CV) a 2500 r/min                                      | 265 kW (360 CV) a 2500 r/min                                      | 294 kW (400 CV) à 2500 r/min                                      | 213 kW (290 CV) a 2500 r/min                                                               | 243 kW (330 CV) a 2500 r/min                                                               |
| Par máximo             | 1000 Nm a 1250 r/min                                              | 1300 Nm a 1100 r/min                                              | 1680 Nm a 1200 r/min                                              | 1700 Nm a 1200 r/min                                              | 1000 Nm a 1100 r/min                                                                       | 1300 Nm a 1200 r/min                                                                       |
| Consumo + CO2          |                                                                   |                                                                   |                                                                   |                                                                   |                                                                                            |                                                                                            |
| Caja de cambios        | - Voith Diwa 6 D854.6 automático - ZF Ecolife 6AP1202B automático | - Voith Diwa 6 D864.6 automático - ZF Ecolife 6AP1702B automático | - Voith Diwa 6 D864.6 automático - ZF Ecolife 6AP1702B automático | - Voith Diwa 6 D864.6 automático - ZF Ecolife 6AP1702B automático | - Voith Diwa 5 (D854.6) y 6 velocidades D864.6 automático - ZF Ecolife 6AP1702B automático | - Voith Diwa 5 (D854.6) y 6 velocidades D864.6 automático - ZF Ecolife 6AP1702B automático |

Caja de cambios
Las versiones térmicas (diésel o gas) pueden estar equipadas de una caja de cambiosautomáticas a 4 o 6 marchas ZF o Voith.

### Motorización híbrida
Las versiones híbridas de 12 y 18 metros del Urbanway y del Crealis utilizan la tecnología híbrida serie.
 
| Vehículos                | Urbanway 12Crealis 12                                            | Urbanway 18Crealis 18                                            |
| ------------------------ | ---------------------------------------------------------------- | ---------------------------------------------------------------- |
| Motor térmico            | Diesel ; Iveco Tector 7 (6 cilindros en línea)                   | Diesel ; Iveco Tector 7 (6 cilindros en línea)                   |
| Norma Contaminación      | Euro 6                                                           | Euro 6                                                           |
| Cilindrada               | 6728 cm3 (6,7 L)                                                 | 6728 cm3 (6,7 L)                                                 |
| Prestación               | 210 kW (286 CV) a 2500 r/min                                     | 210 kW (286 CV) a 2500 r/min                                     |
| Par máximo               | 1000 N m a 1250 r/min                                            | 1000 N m a 1250 r/min                                            |
| Disposición              | Vertical longitudinal a izquierda en la puerta-a-falso posterior | Vertical longitudinal a izquierda en la puerta-a-falso posterior |
| Generadora               | BAE HDS100                                                       | BAE HDS200                                                       |
| Tipo                     | A imán permanente                                                | A imán permanente                                                |
| Potencia                 | 145 kW à 2100 tr/min                                             | 200 kW à 2300 r/min                                              |
| Enfriamiento             | Agua-glicol                                                      | Agua-glicol                                                      |
| Disposición del conjunto | Longitudinal a izquierda en la puerta-a-falso posterior          | Longitudinal a izquierda en la puerta-a-falso posterior          |

| Vehículos         | Urbanway 12Crealis 12                                    | Urbanway 18Crealis 18                                    |
| ----------------- | -------------------------------------------------------- | -------------------------------------------------------- |
| Motor eléctrico   | BAE HDS100                                               | BAE HDS200                                               |
| Potencia máxima   | 190 kW                                                   | 200 kW                                                   |
| Potencia continua | 120 kW                                                   | 160 kW                                                   |
| Par máximo        | 3300 N m                                                 | 5200 N m                                                 |
| Par continuo      | 1610 N m                                                 | 2400 N m                                                 |
| Masa              | 297 kg                                                   | 352 kg                                                   |
| Reductor          | 4:1                                                      | 4:1                                                      |
| Enfriamiento      | Agua-glicol                                              | Agua-glicol                                              |
| Cantidad          | 1 por vehículo                                           | 1 por vehículo                                           |
| Disposición       | Longitudinal a izquierda en la puerta-a-falso posterior. | Longitudinal a izquierda en la puerta-a-falso posterior. |

### Motorización eléctrica (trolleybus)
| Vehículos         | Škoda 35Tr(Urbanway 18/Crealis 18) |
| ----------------- | ---------------------------------- |
| Motor             | Škoda Electric                     |
| Tipo              | Asíncrono                          |
| Potencia unitaria | 250 kW                             |

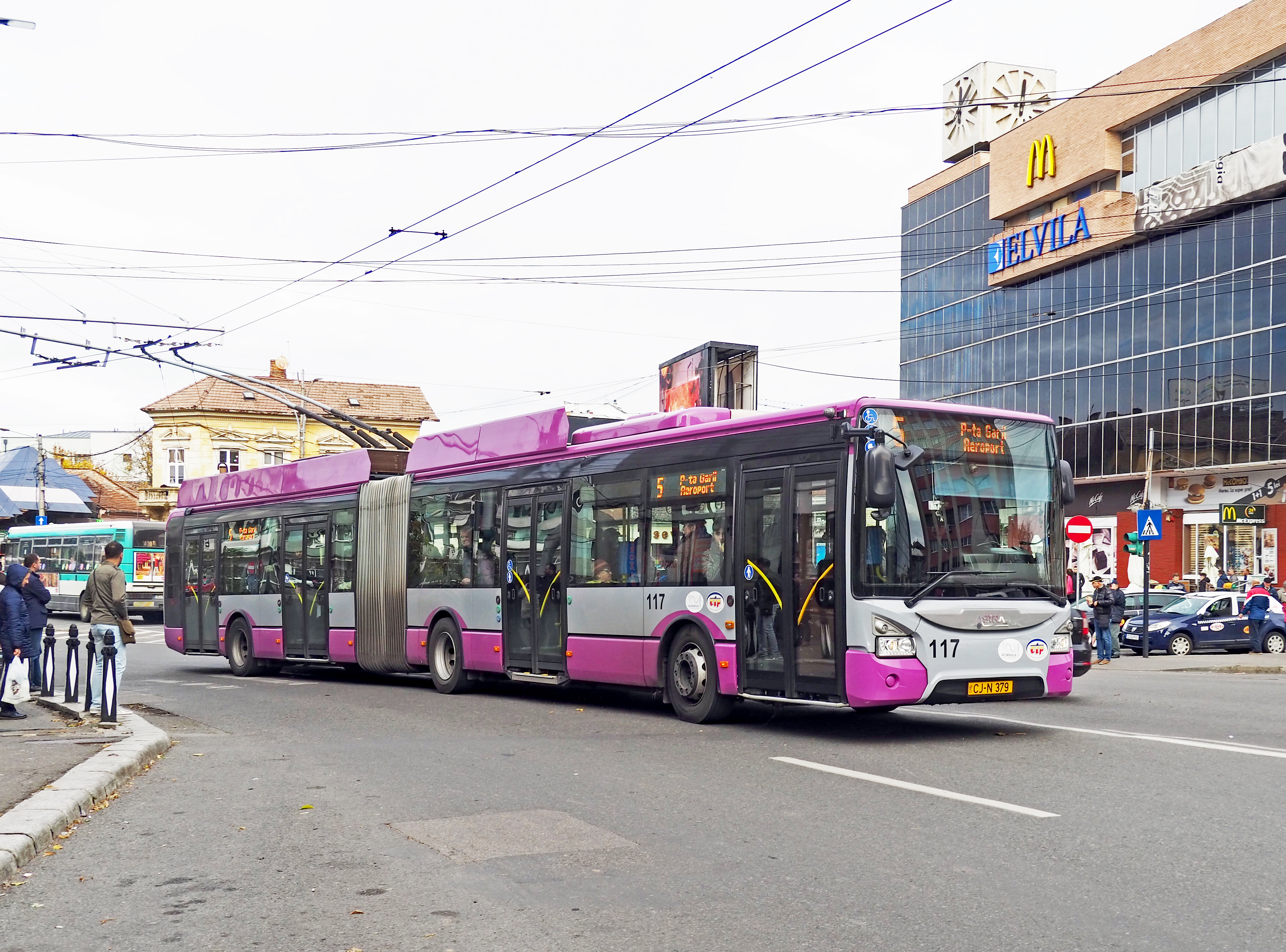
Astra Town 118 en Cluj (Rumania).

La nueva generación de vehículos eléctricos "In-Motion-Charging" de Urbanway y Crealis cuenta con baterías que se recargan mientras se conduce bajo líneas aéreas, lo que evita la pérdida de tiempo y los costos adicionales de infraestructura en los depósitos. Esta tecnología asegura un rendimiento óptimo en términos de capacidad, pendiente, kilometraje y confort térmico. Las baterías permiten viajar incluso en ausencia de línea aérea. El sistema de frenado regenerativo permite tanto almacenar energía mediante la recarga de las baterías, como reinyectar esta energía a la red eléctrica. Los costos de infraestructura se pueden contener con la eliminación de infraestructura costosa de cruces e intersecciones complejas. Esta tecnología garantiza la continuidad del servicio en caso de desvíos de ruta.

### Mecánica
El vehículo tiene un sistema de frenos de disco neumáticos para la parte delantera y trasera con ABS, ASR y EBS. También tiene un retardador electromagnético obligatorio.
En cuanto a la suspensión, el Urbanway está equipado con cojines neumáticos, amortiguadores hidráulicos y barras de torsión en ambos ejes.
La dirección es de piñón y cremallera asistida hidráulicamente..

### Disposición
La configuración de los escaños es variable.

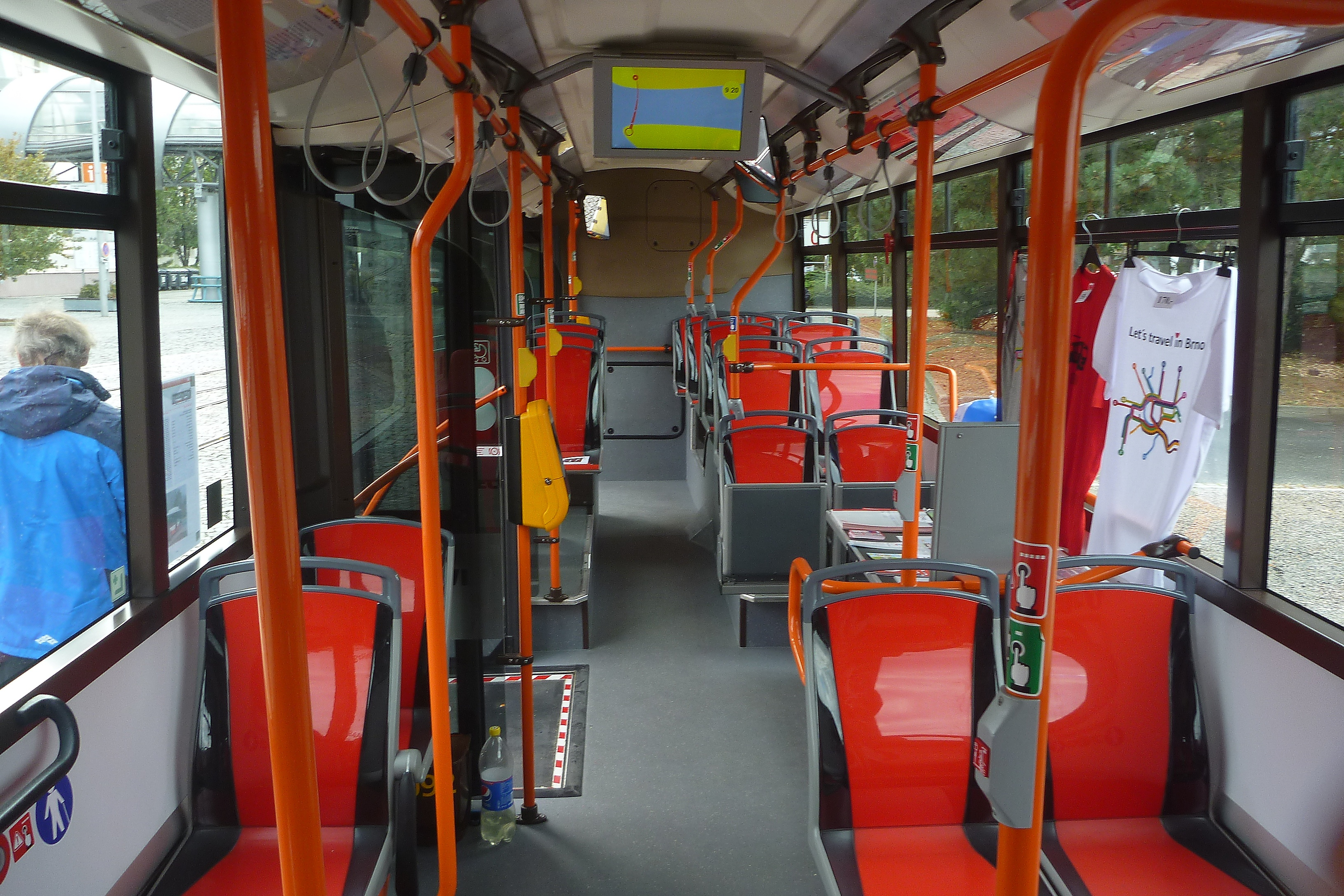
Vista trasera de un modelo de motor transversal Cursor (diesel y GNC).
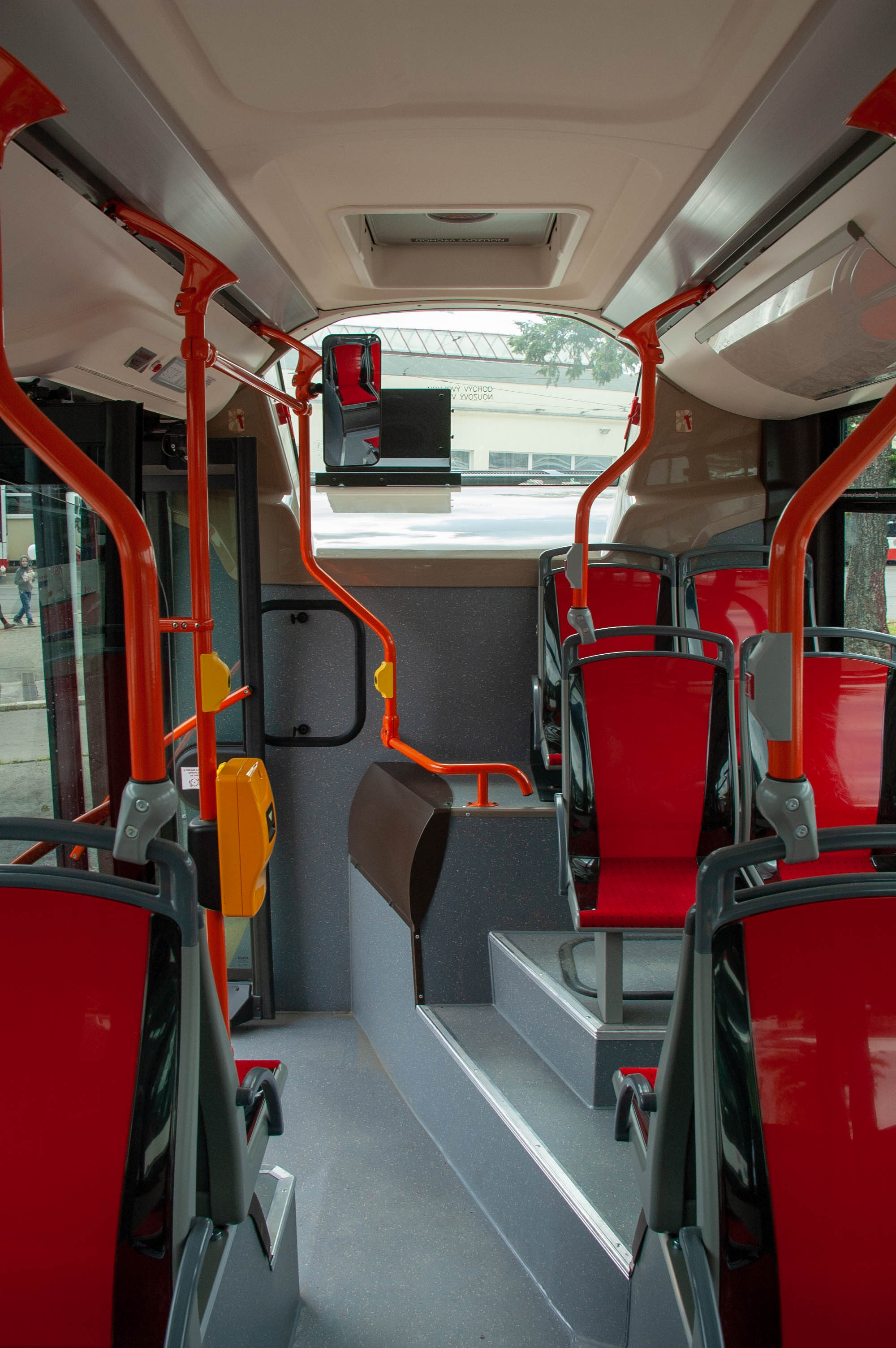
Vista trasera en un modelo de motor longitudinal Tector (diesel e híbrido).
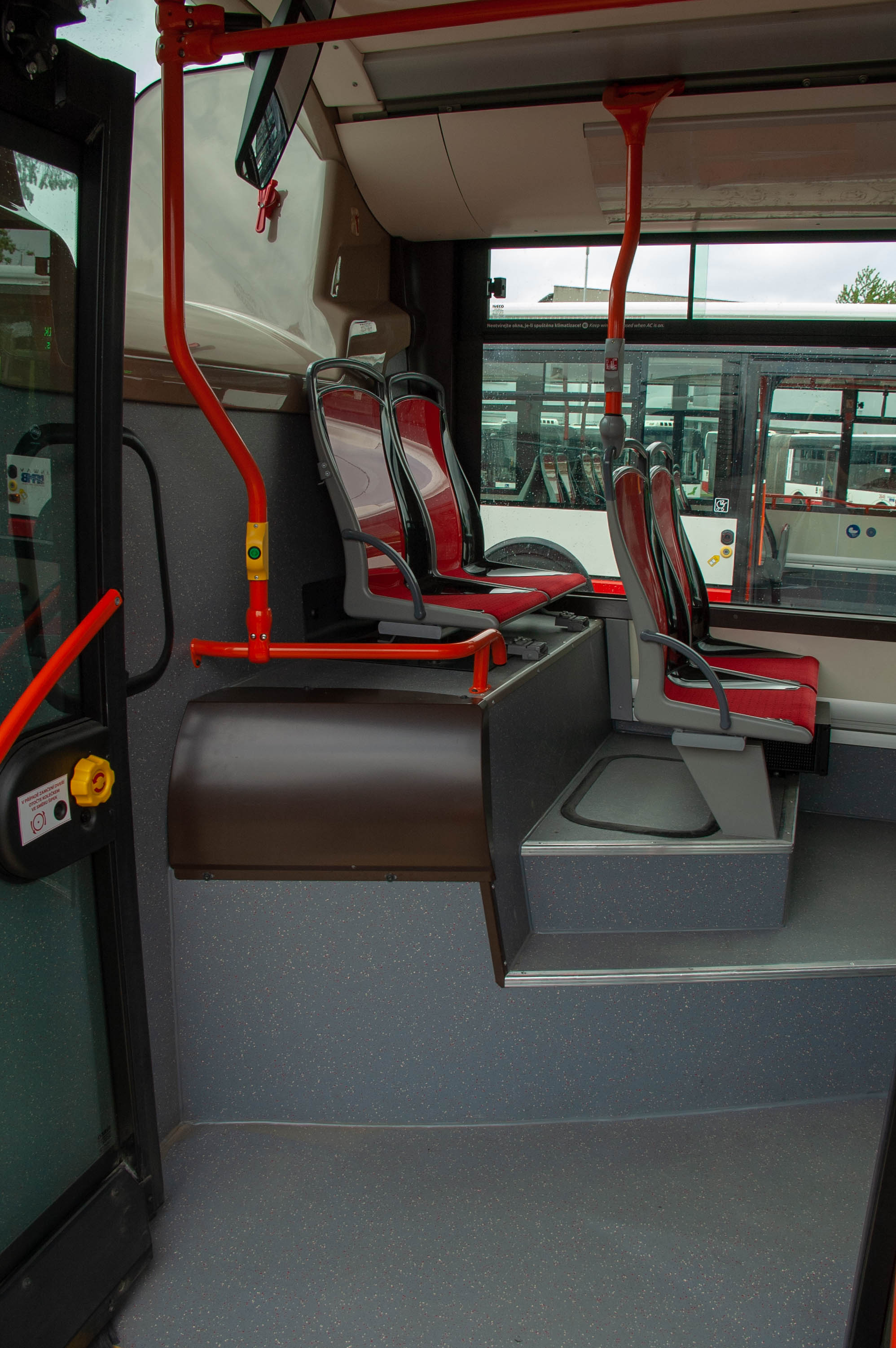

## El chasis del Urbanway
Como siempre, el fabricante italiano ofrece una versión chasis de sus autobuses, el "Chassis Low Floor" de 12 m equipado con el motor diésel Iveco Cursor 9 EURO VI..
Este chasis, especialmente dedicado a carroceros industriales y montadores de autobuses en el extranjero, está compuesto por una estructura de celosía de acero formada por perfiles en U, tratados por cataforesis. El chasis tiene una distancia entre ejes de 6.120 mm y una anchura de 2.500 mm.
El asiento del conductor se puede colocar a la izquierda o a la derecha, según el código de circulación del país de destino. El motor es un Iveco Cursor 9 diésel de 6 cilindros en línea y 8,7 litros que desarrolla 310 CV (228 kW) o 360 CV DIN (265 kW). El peso total admisible del vehículo completo puede ser de hasta 19 toneladas, según la legislación del país.